# امید نعمتی
امید نعمتی (زادهٔ ۱۷ فروردین ۱۳۶۳) خواننده و آهنگساز ایرانی در سبک تلفیقی است.

## زندگی هنری
امید نعمتی فارغ‌التحصیل رشته گرافیک از دانشگاه سوره است. او فعالیت موسیقایی خود را با فراگیری آواز ایرانی آغاز کرد. او مدتی به عنوان خواننده در گروه دنگ‌شو فعالیت داشت. پس از مدتی از دنگ‌شو جدا شده و به گروه پالت پیوست و تا امروز به عنوان خواننده ثابت این گروه تلفیقی مشغول به فعالیت بوده‌است. همچنین او آلبوم مستقلی به نام حرمان منتشر کرده‌است.
او با شقایق صادقیان نوازنده فلوت ازدواج کرده‌است.

## بازخوانی سروده سلطان‌پور و حمایت از حسن روحانی
چند روز پیش از انتخابات ریاست‌جمهوری ایران در سال ۱۳۹۶، گروه پالت به خوانندگی امید نعمتی نسخهٔ بازخوانی‌شدهٔ خود از سرود رود را در حمایت از حسن روحانی بر روی اینستاگرام منتشر کرد.
با توجه به انتشار این بازخوانی برای تبلیغات سیاسی و انتشار آن از سوی پالت تحت عنوان «آهنگ قدیمی» و بدون نامبردن از سرایندهٔ آن سعید سلطان‌پور که در دوران جمهوری اسلامی اعدام شد، این گروه مورد انتقاد شدید برخی از فعالان سیاسی و فرهنگی قرار گرفت. از جمله فرج سرکوهی با انتشار مطلبی با عنوان «روسپیان … در باران و به زیر دو گوش ما…» پالت را به «دزدی سرمایه معنوی سرکوب‌شدگان» و «دزدی کار خلاقه اعدام‌شده» متهم کرد.
نادر فتوره‌چی هم نوشت:
 «نام صحیح گروه سرود این چهار بی‌استعداد که با سرقت آثار، به خاطره آنها «ترکمان» می‌زنند؛ پالت نیست، «پایت» است.»
در پی این‌گونه انتقادها، پالت ویدئوی مذکور را از صفحهٔ خود حذف و از اتفاق رخ‌داده به عنوان یک «سوءتفاهم» نام برد که همین نوع عذرخواهی نیز انتقادهای مجددی را نسبت به پالت به همراه داشت.
پالت با انتشار سرودهٔ سلطان‌پور با هشتگ به عقب برنمی‌گردیم و تا ۱۴۰۰ با روحانی نوشته بود: «بیاین جمعه (اشاره به روز انتخابات) موج‌وار بهم بپیوندیم و بر افسون شب بخندیم.»

## آثار

### آلبوم
- آقای بنفش (گروه پالت)
- شهر من بخند (گروه پالت)[۸]
- حرمان (مستقل)
- ایستگاه (مستقل، آهنگسازی مهیار علیزاده)
- قبل پاییز، بعد پاییز (مستقل)
- اسکله چشمانت (مستقل)

### آلبوم EP
- تمام ناتمام (گروه پالت)
- نصف النهار مبدأ (گروه پالت)

### تک آهنگ
- صدبار (گروه پالت)
- هم قطار (گروه پالت)
- معدن یاقوت (گروه پالت)
- این ماجرا (گروه پالت)
- برگ خزان (گروه پالت)[۹]
- مجنون خیابان‌ها (آهنگساز صادق تسبیحی)[۱۰]
- پریشانی (آهنگساز صادق تسبیحی)[۱۱]
- فراموشی‌ها (آهنگساز صادق تسبیحی)[۱۲]
- سرو خرامان[۱۳]

## جوایز و افتخارات
- جایزه باربد بهترین خواننده موسیقی پاپ و تلفیقی سی و هفتمین جشنواره موسیقی فجر برای آلبوم «نصف النهار مبدأ»[۱۴]